# Coelosphaerium kuetzingianum
Espèce
Coelosphaerium kuetzingianum est une des cyanobactéries reconnues toxiques mais son potentiel toxique est encore mal cerné.
Elle fait partie d'un groupe d'au moins une trentaine d’espèces d'autres cyanobactéries qui pourraient synthétiser des cyanotoxines dont la nature moléculaire n’a pas été confirmée.
On peut la trouver dans des eaux contaminées par d'autres cyanophycées et/ou microcystines.
Coelosphaerium kuetzingianum, a par exemple été trouvée dans des milieux aussi différents que :
- le tronçon du fleuve Saint-Laurent entre Cornwall et l’extrémité est du lac Saint-Pierre[3],
- un réservoir d'eau potable de Richardménil (Lorraine, France) qui alimente la ville de Nancy[4]
- l'eau du lac Pavin (lac d'origine volcanique, France)
- l'eau de la réserve naturelle de Bonfol (Ajoie-Suisse), parmi 237 autres espèces de phytoplancton[5].
- l'eau de la Carrière du Watissart à Jeumont dans le Nord de la France. (Baignade interdite pour cette raison à partir de Septembre 2006, le canotage et certaines activités étant autorisées sous réserve de nettoyage du matériel afin de ne pas contaminer d'autres étangs. Ne pas consommer le poisson pêché.)